# 法國國家管弦樂團
法国国家管弦乐团（法語：Orchestre national de France，ONF）是一个总部设在巴黎的法国管弦乐团，是法國廣播電台旗下的兩個管弦乐团之一（另一個是法国广播爱乐乐团）。該團在1934年1月18日成立，初名國家管弦樂團（Orchestre national），1945年改名為法國廣播國家管弦樂團（Orchestre National de la Radiodiffusion Française），1949年改名為法國廣電國家管弦樂團（Orchestre national de la Radio-télévision française），1964年改名為法国国家广播电视國家管弦樂團（Orchestre national de l'Office de radiodiffusion-télévision française）。1974年法國廣電總局被裁撤，樂團因而改用現名。
自1944年起，法国国家管弦乐团便將巴黎香榭丽舍剧院作為樂團基地，並在該劇院排演了不少歌劇。有時樂團也會移師法國廣播電台大廈的奧利佛·麥西恩演奏廳舉辦音樂會。而所有樂團的音樂會都由樂團的母機構——法國廣播電台負責錄音。

## 人物

### 历任首席指挥和音乐总监
- 德斯瑞-艾米·安格爾布雷什特（英语：Désiré-Émile Inghelbrecht）（1934－1944，首席指挥）
- 曼紐爾·羅森塔（英语：Manuel Rosenthal）（1944–1947，首席指挥）
- 羅傑·德索米耶（英语：Roger Désormière）（1947－1952，首席指挥）
- 莫里斯·勒·魯（英语：Maurice Le Roux）（1960－1967，音乐总监）
- 让·马蒂农（1968－1973，音乐总监）
- 洛林·马泽尔（1988－1990，音乐总监）
- 夏尔·迪图瓦（1991－2001，音乐总监）
- 库尔特·马苏尔（2002－2008，音乐总监）
- 丹尼尔·加蒂（2008－2016，音乐总监）
- 伊曼纽尔·克里文（英语：Emmanuel Krivine）（2017－2020，音乐总监）
- 克里斯蒂安·马塞拉鲁（英语：Cristian Măcelaru）（2020年至今，音乐总监）

## 資料來源
- 官方網站歷史簡介

## 外部連結
- 官方网站（法文）